# 諾維吉亞角
54°27′S 3°21′E / 54.450°S 3.350°E
諾維吉亞角是南極洲的海岬，位於鮑威特島西部，處於西爾孔西申角以南3.7公里，德國探險隊在1898年首次繪入地圖，挪威探險隊在1927年12月把該海角命名。